# مركز خونكين الدولي للمؤتمرات والمعارض
مركز خونكين الدولي للمؤتمرات والمعارض (بالتايلندية: ศูนย์ประชุมและแสดงสินค้านานาชาติขอนแก่น) هو مركز للمؤتمرات وقاعة المعارض يقع في خون كاين في تايلاند. تم بناؤه بواسطة شركة سي بي لاند، باستثمار ما يقرب من 2 مليار بات (60 مليون دولار أمريكي). من المتوقع أن يساعد المركز في رفع مكانة خون كاين كوجهة (اجتماعات، تحفيز، مؤتمرات، معارض)، وهي خطوة روج لها مكتب تايلاند للمؤتمرات والمعارض.